# 朔州市博物馆
朔州市博物馆，位于山西省朔州市朔城区振华西街北侧。建筑呈圆型，寓意为历史的车轮。

## 历史
2014年建成开放，地上三层，局部地下一层，高22.2米，建筑面积1.59万平方米。 朔州市新闻中心称博物馆已经投入使用 ，但是并没有任何该博物馆举办展览的新闻。